# Finvitmossa
Finvitmossa (Sphagnum subtile) är en bladmossart som beskrevs av Warnstorf 1903. Enligt Catalogue of Life ingår Finvitmossa i släktet vitmossor och familjen Sphagnaceae, men enligt Dyntaxa är tillhörigheten istället släktet vitmossor och familjen Sphagnaceae. Arten är reproducerande i Sverige. Inga underarter finns listade i Catalogue of Life.